# Love and Peace: Burning Spear Live!
Love and Peace: Burning Spear Live! è un album live di Burning Spear, pubblicato dalla Heartbeat Records nel 1994. Il disco fu registrato dal vivo durante il tour dell'estate del 1993 in varie località degli Stati Uniti.

## Tracce
Testi e musiche di Winston Rodney
1. The Sun – 5:58
2. I Stand Strong – 5:01
3. Come Come – 6:24
4. Take a Look – 10:22
5. Mek We Dweet – 3:27
6. Great Men – 5:08
7. Jah Kingdom – 5:36
8. Mi Gi Dem – 5:51
9. Peace – 7:34

## Musicisti
- Winston Rodney - voce, percussioni
- Lenford Richards - chitarra
- Linvall Jarrett - chitarra ritmica
- Jay Noel - tastiere
- James Smith - tromba
- Charles Dickey - trombone
- Mark Wilson - sassofono
- Paul Beckford - basso
- Nelson Miller - batteria
- Alvin Haughton - percussioni[2]